# Estouffade

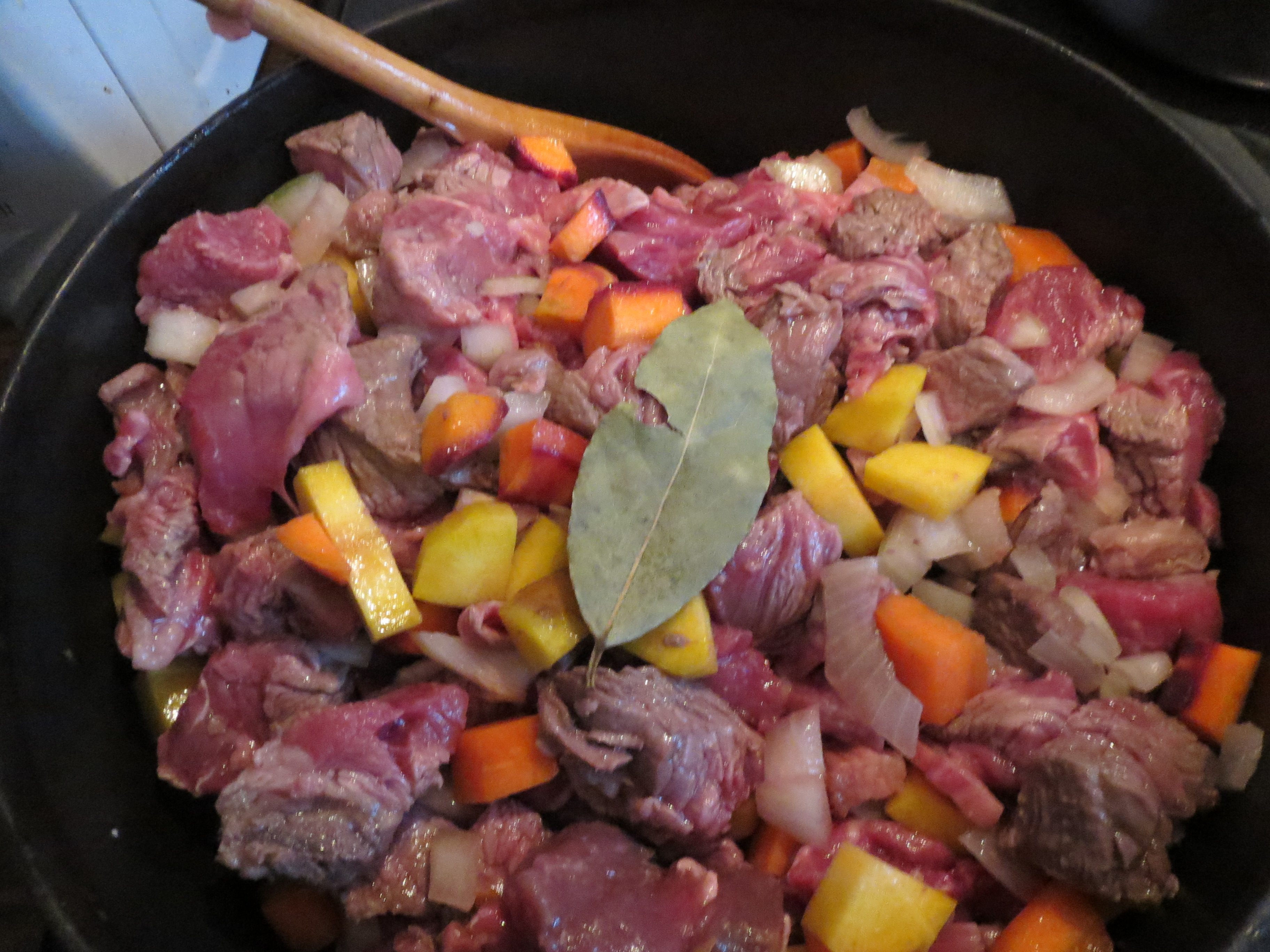
Estoufade mit Wurzelgemüse

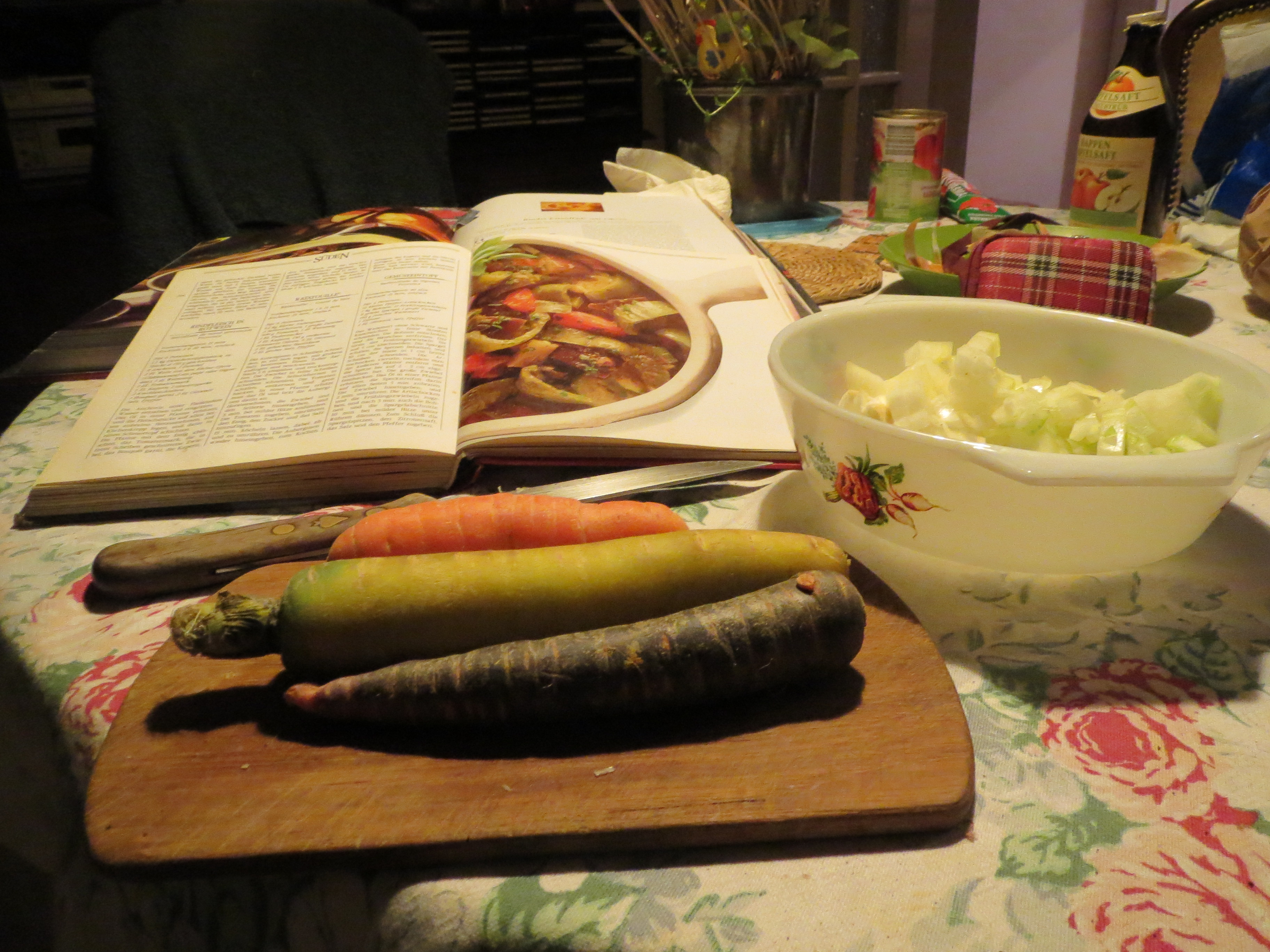
Zubereitung einer Estouffade de boeuf à la provençale

Estouffade bezeichnet in der Küchensprache eine Fleischspeise, die in Wein langsam gedünstet wird, dabei ist am häufigsten gedünstetes Rindfleisch in Weinsoße mit Karotten und kleinen Zwiebeln gemeint.

## Wortherkunft
Zubereitungsart und Name Estouffade kommen aus dem Italienischen (stufato). Stufato leitet sich von „stufa“ (Herd, Ofen) ab, was eher einen Heiz- als einen Kochherd meint, bei dem man einen fest verschlossenen Topf sehr lange köcheln lassen kann.
In der Altwiener Küche kann die Rindfleischzubereitung unter unterschiedlichen Schreibweisen (Stufato, Stoffat, Stofade, Stuffada) in alten Kochbüchern seit 1699 nachgewiesen werden. Die Kochbuchautorin Katharina Prato (1818–1897) bezeichnete es als „Gedünstetes Rindfleisch auf italienische Art oder Stufato“.
In der traditionellen Küche ist das Wort Estouffade auch die Bezeichnung für eine klare braune Brühe, die zum Herstellen brauner Soßen und Ragouts und Schmorgerichten verwendet wird.

## Zubereitung
Für Estouffade wählt man Rindfleisch von Schulter und Nacken. Magerer Speck wird angebräunt und beiseite gestellt, dann werden im Bratfett die großen Fleischwürfel und anschließend die Zwiebelviertel mitgebraten. Rotwein, ein Bouquet garni, Thymian, Knoblauch, Lorbeerblatt, Pfeffer und Salz werden zugefügt und alles zusammen einige Stunden gedünstet. Der Bratsaft wird abgeseiht, entfettet und eingekocht, danach zurück über das Fleisch gegeben, dem sautierte Champignons sowie die gerösteten Speckwürfel beigefügt wurden.